# Кустоначи
Кустоначи (итал. Custonaci) — коммуна в Италии, располагается в регионе Сицилия, подчиняется административному центру Трапани.
Население составляет 5013 человек (на 2004 г.), плотность населения составляет 67 чел./км². Занимает площадь 69 км². Почтовый индекс — 91015. Телефонный код — 0923.
Покровительницей коммуны почитается Пресвятая Богородица (Maria SS. di Custonaci), празднование в последнюю среду августа.